# 164P/Кристенсена
Комета Кристенсена 2 (164P/Christensen) — короткопериодическая комета из семейства Юпитера, которая была обнаружена 21 декабря 2004 года американским астрономом Эриком Кристенсеном в виде диффузного объекта 16,5 m звёздной величины и получила временное обозначение 2004 Y1. Комета обладает довольно коротким периодом обращения вокруг Солнца — чуть более 6,9 года.

Орбита кометы Кристенсена 2 и её положение в Солнечной системе
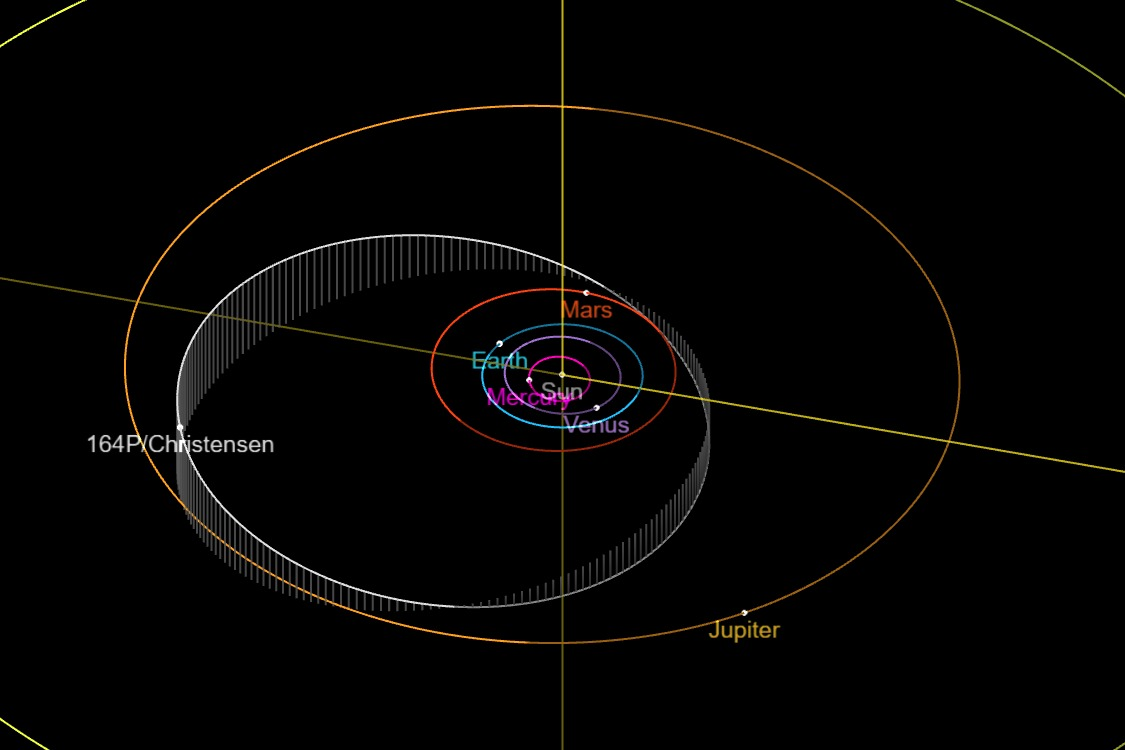

13 октября 2011 года произошло соединение кометы 164P/Кристенсена (17,2 m) с долгопериодической кометой C/2010 X1 (Еленина) (10,7 m), во время которого их разделяло всего 0,43 ° угловых градуса.

## Сближения с планетами
В течение XX века комета лишь однажды подходила к Юпитеру, ближе чем на 1 а. е.
- 0,89 а. е. от Земли 2 августа 1995 года.